# LOVE EVOLUTION
「LOVE EVOLUTION」（ラブ・エヴォリューション）は、西内まりやの楽曲。2014年8月20日にメジャー・デビューシングルとして発売された。

## リリースと背景
西内まりやのデビュー曲。2014年7月28日にavex Channelにてスペシャルムービー（2分55秒）で、一般向けに初披露。その後、2014年8月2日に放送された『音楽の日』（TBS）にて音楽番組初披露された。
フジテレビ『ウチくる!?』2014年8・9月度エンディング・テーマとタイアップしている。
この楽曲で西内は、年末の第56回日本レコード大賞最優秀新人賞や第47回日本有線大賞新人賞を受賞する。

## イベント
「LOVE EVOLUTION」発売記念イベント（ミニライブ&握手会）が2014年8月31日に大阪のあべのキューズモールで、9月7日に東京の東京ドームシティ、9月23日に福岡のキャナルシティ博多で開催された。

## 収録トラック
| 全作詞: Satomi。 |                                     |        |                                 |      |
| #                | タイトル                            | 作詞   | 作曲                            | 時間 |
| 1.               | 「LOVE EVOLUTION」                  | Satomi | Matthew Gerrard, Robert S.Nevil | 3:13 |
| 2.               | 「恋はJ・E・L・L・O」               | Satomi | Marcos Ubeda                    | 3:36 |
| 3.               | 「LOVE EVOLUTION」(Instrumental)    | Satomi |                                 | 3:13 |
| 4.               | 「恋はJ・E・L・L・O」(Instrumental) | Satomi |                                 | 3:33 |

| #         | タイトル                          | 作詞  | 作曲・編曲 |
| --------- | --------------------------------- | ----- | ---------- |
| 1.        | 「LOVE EVOLUTION -VIDEO CLIP-」   |       |            |
| 2.        | 「LOVE EVOLUTION -MAKING MOVIE-」 |       |            |
| 合計時間: | 合計時間:                         | 26:53 |            |